# Theodor Etzel
Theodor Etzel (auch: Theodor Schulze-Etzel, Pseudonyme für Theodor Schulze, * 9. Januar 1873 in Gelnhausen; † 3. September 1930 in Bad Aibling) war ein deutscher Schriftsteller.

## Leben
Theodor Etzel war der Sohn eines Kreissekretärs und späteren Bürgermeisters. Ab 1876 wuchs Theodor Etzel in Kirchberg (Hunsrück) auf. Er besuchte Gymnasien in Fulda und in Bonn. Ab 1892 war er als Beamter bei der Landeshauptmannschaft der Rheinprovinz in Düsseldorf tätig, ab 1897 bei der Rheinischen Provinzial-Arbeitsanstalt in Brauweiler bei Köln. Ab 1898 lebte er als freier Schriftsteller u. a. in St. Johann (Saar) und in Niederseelbach im Taunus. 1901 ließ er sich in Berlin nieder, wo er Redakteur der Zeitschriften Das moderne Brettl und Fröhliche Kunst war. Nach weiteren Zwischenstationen lebte er von 1904 bis 1913 in München; dort gab er die Zeitschrift Die Lese mit Georg Muschner, und gemeinsam mit Roda Roda die Reihe Die lustigen Bücher heraus. Etzel war zweimal verheiratet: Ab 1908 mit der Schriftstellerin und Übersetzerin Gisela Waltner und ab 1914 mit Alma Schütze; aus der zweiten Ehe gingen vier Kinder hervor. Theodor Etzel nahm als Soldat am Ersten Weltkrieg teil. Von 1919 bis 1925 war er literarischer Leiter des Stuttgarter Verlages Walter Seifert. Er lebte zuletzt in Ottobeuren.
Theodor Etzel war Verfasser von Romanen, Fabeln und Gedichten. Daneben fungierte er als Herausgeber literarischer Anthologien. Er übersetzte Werke von Jean de La Fontaine und von Edgar Allan Poe ins Deutsche und gab die gesammelten Werke Poes heraus.

## Schriften
- Ein Fabelbuch, München 1901 (zusammen mit Hanns Heinz Ewers)
- Märchen und Fabeln für große und kleine Kinder, Berlin 1902 (zusammen mit Hanns Heinz Ewers und Maria Ewers)
- Das fröhliche Tierbuch, München 1903 (zusammen mit Egon Hugo Strassburger)
- Tage des Lebens, Gr.-Lichterfeld-Berlin 1904 (unter dem Namen Theodor Schulze-Etzel)
- Der Rohrspatz, München 1907
- Reineke Fuchs, Stuttgart 1909
- Von Löwen und Lausbuben, München 1909
- Luftabenteuer, Stuttgart 1914
- Das Urwaldkind, Stuttgart [u. a.] 1920
- Das nächste Leben, Stuttgart [u. a.] 1922
- Fabeln, Stuttgart [u. a.] 1923
- Kreise der Liebe, Heilbronn 1925
- Totenliebe, Berlin 1929

## Herausgeberschaft
- Fröhliche Kunst, Berlin 1902 (herausgegeben zusammen mit Victor von Reisner)
- Fabeln und Parabeln der Weltliteratur, Leipzig 1907
- Welthumor, Berlin [u. a.] 1910 (herausgegeben zusammen mit Alexander Roda Roda)
  - 1. Das lachende Deutschland, 1910
  - 2. Ein fröhliches Jahrhundert, 1910
  - 3. Drei Meilen hinter Weihnachten, 1910
  - 4. Der Witz des Auslandes, 1911
  - 5. Die gute alte Zeit, 1911
- 111 Fabeln für die Jugend, Stuttgart 1912
- Der Wunderkelch, Stuttgart [u. a.] 1920 (herausgegeben zusammen mit Karl Lerbs)
- Edgar Allan Poe: Werke, Berlin
  - 1. Gedichte, 1922
  - 2. Geschichten von Schönheit, Liebe und Wiederkunft, 1922
  - 3. Verbrecher-Geschichten, 1922
  - 4. Die Abenteurer Pym und Rodman, 1922
  - 5. Phantastische Fahrten, 1922
  - 6. Scherz- und Spottgeschichten, 1922
- Alfred Edmund Brehm: Brehms schönste Tiergeschichten, München 1925

## Übersetzungen
- Jean de La Fontaine: Erzählungen, Berlin 1922
- Jean de La Fontaine: Die Fabeln des Jean de La Fontaine, München 1911
- Edgar Allan Poe: Gedichte, München [u. a.] 1909
- Edgar Allan Poe: Die Glocken und andere Gedichte, München 1914
- Richard Brinsley Sheridan: Die Lästerschule, Leipzig 1926 (übersetzt zusammen mit Gisela Etzel)